# Kiro Stojanov
Kiro Stojanov (Radovo, Sjeverna Makedonija, 9. travnja 1959.) makedonski je prelat Katoličke Crkve koji obnaša dužnosti rimokatoličkog biskupa skopskog i grkokatoličkog eparha strumičko-skopskog.

## Svećeništvo i biskupstvo
Za rimokatoličkog svećenika zaređen je 6. travnja 1986. godine. Pomoćnim biskupom skopskim imenovan je 4. siječnja 1999. godine, a za biskupa je zaređen 1. svibnja iste godine. Glavni zareditelj je bio ukrajinski nadbiskup Miroslav Stefan Marusyn tada tajnik kongregacije za istočne crkve, a suzareditelji su bili biskup skopski Joakim Herbut i vladika križevački Slavomir Miklovš. Skopskim biskupom imenovan je 20. srpnja 2005., a svečano je ustoličen 6. studenoga u skopskoj Katedrali Presvetog Srca Isusova. Kiro Stojanov je i prvi skopski biskup makedonske nacionalnosti nakon pune 104 godine.
Istovremeno s imenovanjem za skopskog biskupa, Kiro Stojanov je 20. srpnja 2005. imenovan za apostolskog egzarha za grkokatoličke vjernike u (Sjevernoj) Makedoniji, a 31. svibnja 2018. imenovan je za eparha novoosnovane Grkokatoličke eparhije Uznesenja Blažene Djevice Marije Strumica-Skopje.